# Trichophaga abruptella
Trichophaga abruptella is een vlinder uit de familie echte motten (Tineidae). De wetenschappelijke naam van deze soort is voor het eerst geldig gepubliceerd in 1858 door Wollaston.
De soort komt voor in tropisch Afrika.